# Finzioni occidentali
Finzioni occidentali. Fabulazione, comicità e scrittura è una raccolta di saggi letterari di Gianni Celati, pubblicata in prima edizione nel 1975 nella collana "La ricerca letteraria" (n. 32) di Einaudi.
Comprende sei saggi:
- Finzioni occidentali (precedentemente apparso su "Lingua e stile")
- Su Beckett, l'interpolazione il gag (precedente apparso in "Poétique")
- Dai giganti buffoni alla coscienza infelice (precedentemente apparso su "Prévue")
- Mitologie romanzesche americane (nato come appendice a Franco La Polla, Struttura e mito nella narrativa americana del '900, Venezia, Marsilio, 1974, pp. 145-165)
- Il tema del doppio parodico

La raccolta è uscita in seconda edizione (1986), presso lo stesso editore, nella collana PBE n. 469, con la premessa Nuovi preamboli e senza Mitologie romanzesche americane, sostituito dal saggio:
- Il bazar archeologico (nato all'epoca di una progettata rivista con Italo Calvino, Carlo Ginzburg, Enzo Melandri e Guido Neri negli anni 1970-72[1]).

In terza edizione (2001), con diverse revisioni nel testo, è uscita nella PBE nuova serie n. 94, con una Premessa alla terza edizione.

## Edizioni
- Gianni Celati, Finzioni occidentali, Einaudi, Torino, 1975, 1986, 2001 ISBN 88-06-59394-3 ISBN 88-06-15831-7